# Aeroportul Velasquez
Aeroportul Velasquez (IATA: PYA, ICAO: SKVL) este un aeroport din Departamentul Boyacá, Columbia ce deservește zona Puerto Boyacá⁠(d). Aeroportul a fost tranzitat în 2021 de 19 pasageri.
Situat la o altitudine de 173 m, aeroportul dispune de o singură pistă.